# IBM RT
Der IBM RT (IBM 6150/6151/6152) war ein Unix-Mikrocomputer der ersten Generation aus dem Hause IBM. RT steht hierbei für RISC Technology. Es war der Nachfolger des experimentellen IBM 801 und Vorgänger der erfolgreichen RS/6000-Serie von IBM. Er wurde 1986 zunächst als RT PC vorgestellt, aufgrund von Namensverwechslungen wie PC RT aber schließlich auf seinen endgültigen Namen umgetauft.
Er wurde auf der CeBIT 1986 in den deutschen Markt eingeführt und war entweder im Tower- (IBM 6150) oder Desktopgehäuse (IBM 6151) lieferbar. Er besaß einen 32-bit Prozessor des Typs ROMP mit in der Grundausstattung 5,88 MHz, der etwa die Leistung des damals aktuellen 80286 bei 12 MHz entfaltete. Es waren auch fortgeschrittene Prozessorkarten mit 10 oder 12 MHz und einem Motorola 68881-Gleitkommaprozessor erhältlich. Der Arbeitsspeicher reichte von 4 MB in der Grundausstattung bis 16 MB im Maximalausbau. Das Gerät benutzte als Betriebssystem AIX (bis Version 2.2.1), Academic Operating System (AOS) oder das Pick Operating System. Als IBM 6152 war später ein gewöhnliches PS/2 Model 60 mit einer zusätzlichen Prozessorkarte verfügbar, das das AOS von einem im Netzwerk befindlichen RT laden konnte.
Wie an späteren IBM-Unix-Maschinen war auch am IBM RT eine zweistellige Siebensegmentanzeige angebracht, die den POST-Code beim Starten angezeigt hat, da der Videoadapter zum Bootzeitpunkt noch nicht initialisiert war, um dort z. B. Fehlerausgaben machen zu können. Zur Systemerweiterung dienten bis zu acht ISA-Steckkarten. Zur Datensicherung konnte auf ein DC600-¼-Zoll-Bandlaufwerk zurückgegriffen werden. Das Plattensystem bestand aus bis zu 3 Fullsize-5¼-Zoll-ESDI-Festplatten von je 40 bis 300 MB. Die Installation des Betriebssystems wurde von 5¼-Zoll-Disketten (ca. 32 Stück bei AIX) durchgeführt. Das System besaß bis zu zwei solcher Laufwerke mit 1,2 MB Kapazität.
Der IBM RT wurde gerne als CAD-Arbeitsplatz in Zusammenhang mit einem Grafikterminal von Tektronix benutzt. CAD-Programme wie CATIA, AutoCAD V3 oder DOGS2D (Pafec ltd) konnten unter AIX die mit über das X-Window-System (Version 9 oder 10) angesteuerten Grafikterminals umgehen.